# Fort Alpha
Fort Alpha is een Nederlandse televisieserie die van 4 januari 1996 tot 23 mei 1997 uitgezonden en geproduceerd werd in opdracht van de TROS op Nederland 2 en geregisseerd door Peter Gorissen. 
Centraal in de serie staat een havo-4 klas.
Het Alpha College is een middelbare school die door een fusie tussen de Rijksscholengemeenschap en Het Spiegel College is ontstaan. De ene school was een elitaire school en de ander een alternatieve school met vrije omgangsvormen. In de serie is dan ook regelmatig sprake van hevige controverses tussen de 'Sjonnies en Anita's' van Het Spiegel en de 'kakkers' van de Rijks.
Fort Alpha bleek naast een populaire serie ook een broedplaats voor jong Nederlands acteertalent. De titelsong van de serie was het nummer Best of Both Worlds uit 1978 van Robert Palmer. De serie werd opgenomen in Amersfoort op Het Nieuwe Eemland, dat deel uitmaakt van een rijksmonument Constantinianum. Het complex bevindt zich in het Amersfoortse Bergkwartier, een chique villawijk in Amersfoort dat op de Amersfoortse Berg gelegen is. Verder werden door de hele stad opnames gemaakt zoals in het middeleeuwse stadscentrum van Amersfoort, de vooroorlogse wijken Soesterkwartier en Nederbergkwartier. Ook op station Amersfoort en diverse andere plekken in de stad werden opnames voor de serie gemaakt. 
Sinds 6 februari 2007 is de dvd van het eerste seizoen te koop. Op de dvd staan de eerste 10 afleveringen (seizoen 1) en een achtergronddocumentaire waarin de acteurs zich onder andere voorbereiden op het maken van seizoen 2. De dvd van het 2e seizoen verscheen op 14 augustus 2007. Seizoen 3 is er nooit gekomen, ondanks dat in 1997 ten tijde van de uitzendingen van seizoen 2 wél plannen bestonden voor een derde reeks. De TROS vond de serie niet bij haar imago passen en andere omroepen wilden de serie niet overnemen. Het was een van de duurste producties binnen de TROS, wat ook heeft meegeteld bij het stoppen van de serie.

## Rolverdeling

### Klas 4B
| Acteur/actrice       | Personage               | Seizoen | School                      |
| -------------------- | ----------------------- | ------- | --------------------------- |
| Robin Rienstra       | Bas Ploos               | 1-2     | de Spiegel                  |
| Ariana Smorenburg    | Steffi Ouburg           | 1-2     | de Spiegel                  |
| Pepijn Gunneweg      | Patrick Terburgh        | 1-2     | de Rijks                    |
| Tatum Dagelet        | Isolde Bavinck          | 1-2     | de Rijks                    |
| John Wijdenbosch     | Kelvin Krayenbink       | 1-2     | de Spiegel                  |
| Elvan Akyıldız       | Ayse Köroglu            | 1-2     | de Spiegel                  |
| Tygo Gernandt        | Dennis Hulshof          | 1-2     | de Spiegel                  |
| Cas Jansen           | Jonas van Nieuwenhuizen | 1       | de Spiegel                  |
| Mads Wittermans      | Ot van Zeventer         | 1-2     | Internationale school Osaka |
| Jennifer de Jong     | Julia Landgraaf         | 1-2     | de Rijks                    |
| Evrim Akyigit        | Toprak Yuksel           | 1-2     | de Rijks                    |
| Daan Sleiffer        | Yme Wildeboer           | 1       | de Rijks                    |
| Marco Goslinga       | Martin Ouwehand         | 1-2     | de Spiegel                  |
| Roos van As          | Alida Durfort           | 1       | de Spiegel                  |
| Marieke Elkerbout    | Marthe de Veer          | 1       | de Rijks                    |
| Julia Gemen          | Monique van Galen       | 1-2     | de Rijks                    |
| Linda van den Bremer | Suzan Kromheer          | 2       |                             |
| Jop Joris            | Youri van den Brande    | 2       |                             |
| Danny de Kok         | Michael Weber           | 2       |                             |
| Daan Schuurmans      | Lars Agterberg          | 2       |                             |

### Docententeam
| Acteur/actrice       | Personage       | Seizoen | School                           |
| -------------------- | --------------- | ------- | -------------------------------- |
| Ella van Drumpt      | Alex de Hondt   | 1-2     | rectrix                          |
| Ottolien Boeschoten  | Pauline de Metz | 1-2     | docente aardrijkskunde           |
| Theo de Groot        | Huub Overgauw   | 1       | ex-rector de Spiegel             |
| Joop Wittermans      | Piet Zeeburg    | 1-2     | conciërge van de Spiegel         |
| Felix Burleson       | Frenk Peroti    | 1-2     | conciërge van de Rijks           |
| René van Asten       | Philip Ploos    | 1-2     | conrector en docent geschiedenis |
| Marcel Faber         | Marc Bak        | 1-2     | docent biologie                  |
| Evert van der Meulen | Jacco Burghart  | 2       | docent Nederlands                |

### Bijrollen op alfabetische volgorde
| Acteur/actrice        | Personage              |
| --------------------- | ---------------------- |
| Rob Das               | Peter de Weerd         |
| Willy van der Griendt | Christina van Lanschot |
| Arnost Kraus          | Carlo                  |
| Roscoe Leijen         | Arthur Ouborg          |
| Kirsten Mulder        | Dana                   |
| Rick Nicolet          | Hermine Ploos          |
| Annemarie Prins       | Magreet                |
| Halina Reijn          | Eva de Beer            |
| Peter Tuinman         | Vader Ot van Zeventer  |

## Afleveringen

### Seizoen 1
| Aflevering | Aflevering | Titel                     | Uitzenddatum     |
| Seizoen    | Serie      | Titel                     | Uitzenddatum     |
| ---------- | ---------- | ------------------------- | ---------------- |
| 1          | 1          | Meten en persen           | 4 januari 1996   |
| 2          | 2          | Water bij de wijn         | 11 januari 1996  |
| 3          | 3          | Jan en alleman            | 18 januari 1996  |
| 4          | 4          | De poppen aan het dansen  | 25 januari 1996  |
| 5          | 5          | Het blauwe uur            | 1 februari 1996  |
| 6          | 6          | Alles of niets            | 8 februari 1996  |
| 7          | 7          | Xi Xi wat jij niet ziet   | 15 februari 1996 |
| 8          | 8          | Winti                     | 22 februari 1996 |
| 9          | 9          | In Holland staat een huis | 29 februari 1996 |
| 10         | 10         | Grande finale             | 14 maart 1996    |

### Seizoen 2
| Aflevering | Aflevering | Titel              | Uitzenddatum  |
| Seizoen    | Serie      | Titel              | Uitzenddatum  |
| ---------- | ---------- | ------------------ | ------------- |
| 1          | 11         | Losse handjes      | 21 maart 1997 |
| 2          | 12         | Spiegelbeeld       | 28 maart 1997 |
| 3          | 13         | Blote voeten       | 4 april 1997  |
| 4          | 14         | Coming Out         | 11 april 1997 |
| 5          | 15         | Maten naaien       | 18 april 1997 |
| 6          | 16         | Smilies            | 25 april 1997 |
| 7          | 17         | La luna            | 2 mei 1997    |
| 8          | 18         | A Hard Day's Night | 9 mei 1997    |
| 9          | 19         | Sabotage           | 16 mei 1997   |
| 10         | 20         | Oog om oog         | 23 mei 1997   |